# Harper Rocks
Die Harper Rocks sind Rifffelsen vor der Loubet-Küste des Grahamlands auf der Antarktischen Halbinsel. Sie liegen 1,5 km vor der Detaille-Insel und nördlich der Marshall Shoals 4,3 m unter dem Meeresspiegel in der Einfahrt zum Lallemand-Fjord.
Das UK Antarctic Place-Names Committee benannte sie 2015. Namensgeber ist John R. Harper, Kapitän der RRS Ernest Shackleton im Dienst des British Antarctic Survey ab März 2006.